# Saint-Quentin-au-Bosc
Saint-Quentin-au-Bosc és un municipi francès situat al departament del Sena Marítim, a la regió de Normandia.
Està situat al Cantó d'Envermeu, dins el districte de Dieppe. La seva superfície és de 3,5 km².

## Història
És mencionat per primera vegada el 1240, "Sancti Quentini" 
Va dependre del priorat d'Envermeu, i fou propietat de l'abadia de Bec, des de 1141.
El castell fou construït al S. XVII per la família de Caquerdy i proveït d'una capella construïda després de la Revolució per l'abat de Caqueray, de Saint-Quentin, canonge de Verdun.

## Economia
Pastures, cereals, bovins.

## Demografia
1962 - 142 habitants

1975 - 142 habitants

1990 - 101 habitants

1999 - 88 habitants

## Patrimoni i turisme
- Castell del segle xvii.
- Església del segle xix, que reemplaçà l'antiga, que fou derruïda el 1811.
- Festa patronal: 10 d'agost.